# 魔岩风暴
《魔岩风暴》（英語：Blackrock）是1997年的一部澳大利亚惊悚剧情片，是史蒂芬·维德勒的导演处女作，剧本由尼克·恩莱特根据自己创作的同名剧作改编，主线剧情源自澳大利亚轰动一时的莉莉谋杀案。影片由劳伦斯·布鲁尔斯、西蒙·林登和琳达·克罗帕主演，也是希斯·莱杰列名出演的第一部电影。剧情讲述爱好冲浪的贾裡德亲眼目睹他的朋友强奸了一个女孩，次日他人发现女孩被杀，贾裡德在说出实情和保护朋友之间左右为难。
莉莉的家人反对将这起谋杀案改编成文化作品，还一度对本片表示抗议，但在剧组得到新南威尔士州电影电视办事处的财政支持后放弃了抗议活动。《魔岩风暴》的拍摄周期约为两周，取景地点包括新南威尔士州纽卡斯尔郊区斯托克顿，这里正是当年的案发地点。当地部分居民仍对这起谋杀案记忆犹新，所以反对本片来此拍摄。虽然电影并未在宣传中自称取材于真实事件，但还是有很多人将案件和电影对比，许多观众也相信片中反映了案件的真实情况。
《魔岩风暴》在圣丹斯电影节首映，另外还在波士顿电影节放映，但始终未能引来美国市场分销商的兴趣。影片获包括最佳影片奖在内的5项澳大利亚电影和电视艺术学院奖提名，并拿下澳大利亚编剧协会奖最佳改编电影和行会成员主奖。澳大利亚本土普遍给予本片好评，票房收入约有110万美元，澳大利亚以外地区观众对莉莉谋杀案相对陌生，影片所获评价也褒贬不一。

## 剧情
黑岩是澳大利亚一个位于海滨的工薪阶层住宅区，这裡的许多年青人都很喜欢冲浪，贾裡德（劳伦斯·布鲁尔斯饰）便是其中之一，富家女雷切尔（Rachel，杰西卡·娜皮埃尔饰）则是贾裡德郑重交往的第一个女友。这天，出门旅游11个月的冲浪选手裡科（西蒙·林登饰）回到黑岩，他在当地年青一辈中人气很高。贾裡德的母亲黛安（Diane，琳达·克罗帕饰）想要告诉儿子，她刚经诊断患有乳腺癌，但贾裡德忙着在当地冲浪俱乐部为裡科举办“欢迎回家”聚会，没有心情同妈妈交谈，只说以后再说。雷切尔的父亲是摄影师，专为女性拍摄挑逗性的照片，他不准女儿去参加聚会，但允许长子托比（Toby，希斯·莱杰饰）前往。
托比在开车前去聚会现场的路上看到特雷西（Tracy，博亚娜·诺瓦科维奇饰）、切丽（Cherie，丽贝卡·斯玛特饰）和另外两个女孩，就载了她们一程。贾裡德在聚会上同特雷西调情，随后还同托比打了一架。裡科前来帮助贾裡德，连打了托比好几拳，但贾裡德主动要求中止了打斗。特雷西走上前安慰托比，贾裡德则离开聚会现场独自前往海滩，并在这里看到托比和特雷西两情厢愿地发生了性关系。这时又有3个贾裡德熟识的男孩走到正在亲热的两人身旁，然后强奸了特雷西，女孩大声呼救，不远处的贾裡德虽然对看到的事情感到不安，但没有采取任何行动。事后，托比和另外3人逃离现场，自始至终都没有发现贾裡德就在不远处。贾裡德随后也匆匆离开，留下特雷西独自哭泣。过了一段时间，从家里偷跑出来参加聚会的雷切尔在海滩上发现特雷西遍体鳞伤的尸体。
贾裡德起初没有把他看到的事情告诉警察，在说出实情和保护朋友之间左右为难。他的情绪因此变得暴躁，导致同母亲及雷切尔的关系都出现裂痕。过了没几天，警方逮捕了托比及另外3个男孩。贾裡德认为托比等人会受谋杀罪名起诉，决定把自己看到的实情告诉警察。但就在前往警察局的路上，他遇到了裡科，后者向他承认是自己杀了特雷西，但那只是场意外，当时裡科想要同特雷西发生性关系，特雷西挣扎之下头撞到了岩石上。裡科还表示，他已经告诉警察，案发当晚他一直和贾裡德在一起，要求贾裡德看在两人交情的份儿上替自己圆谎。与此同时，黛安因乳腺癌被送进手术室，这时她还是没有机会把病情告诉儿子。
贾裡德告诉警察，案发当晚他的确和裡科在一起，他还对警察说，特雷西的死应该只是意外，但警察这时拿出受害人遍体鳞伤尸体的照片给他看。贾裡德愤怒地在海滩上同裡科对质，裡科承认特雷里的死并非意外。当晚他看到特雷西独自一人在沙滩上走动，特雷西希望裡科能送她回家，裡科则要求先同她发生关系。特雷西反抗之中咬了裡科，后者愤怒之下就把她活活打死了。
裡科说完案件实情后发现有警察过来，他意识到贾裡德之前一定是告诉了警方实情。他试图逃跑，但被警方包围并逃到一处悬崖。虽然有贾裡德在一旁大喊，但裡科决定不进监狱，选择跳崖自尽。接下来的几周里，贾裡德的生活崩溃了。得知母亲的病情后，他仍然选择搬了出去，宁愿无家可归也不愿面对家人。这天，贾裡德返回家中准备取走自己的东西，遇到黛安后两人激烈争吵，难过之下，他告诉母亲自己亲眼目睹特雷西被轮奸，如果当时插手干预，或是之后提供一点帮助，她都不会落得如此下场。这天下午，贾裡德同黛安、切丽一起来自特雷西坟前，将墓碑上的涂鸦清除。

## 演员
- 劳伦斯·布鲁尔斯（Laurence Breuls）饰贾裡德
- 西蒙·林登（Simon Lyndon）饰裡科
- 琳达·克罗帕饰黛安
- 杰西卡·娜皮埃尔饰雷切尔
- 丽贝卡·斯玛特（Rebecca Smart）饰切丽
- 博亚娜·诺瓦科维奇（Bojana Novakovic）饰特雷西
- 莉安娜·沃尔斯曼（Leeanna Walsman）饰莎娜（
- 丽歌·斯图尔特（Nichole Stewart）饰琳恩（Leanne）
- 贾丝婷·克拉克（Justine Clarke）饰蒂芙尼（Tiffany）
- 希斯·莱杰饰托比
- 卡梅伦·纽金特（Cameron Nugent）饰杰森（Jason）
- 布伦丹·多诺霍（Brendan Donoghue）饰戴夫（Dave）
- 贾德·盖特（Jade Gatt）饰斯科蒂（Scottie）
- 乔治·巴沙（George Basha）饰科梅尔（Kemel）
- 谢恩·弗朗西斯（Shayne Francis）饰格伦尼斯·米伦科（Glenys Milenko）
- 珍妮特·克罗宁（Jeanette Cronin）饰莱斯利·华纳（Lesley Warner）
- 大卫·菲尔德（David Field）饰肯·华纳（Ken Warner）
- 杰夫·莫雷尔（Geoff Morrell）饰斯图尔特·阿克兰（Stewart Ackland）
- 朱莉·哈瑟勒（Julie Haseler）饰玛丽安·阿克兰（Marian Ackland）
- 克里斯·海伍德（Chris Haywood）威兰斯基警司
- 艾西·戴维斯（Essie Davis）饰吉尔霍利警探
- 约翰·霍华德（John Howard）饰莱恩·柯比（Len Kirby）

## 主题
学者费利西蒂·霍兰德（Felicity Holland）和简·奥沙利文（Jane O'Sullivan）在（字面意为“新西兰和澳大利亚”）期刊发文，称本片探索的主题包括澳大利亚的男性气概、兄弟情谊、暴力和性特性。片中青少年的聚会上发生强奸和谋杀案，这表明饮酒作乐之时事态一旦失控，就有可能引发严重的暴力事件。根据文中描述，其它许多电影中针对的女性暴力行为大多源自典型的精神类疾病，但本片情况并非如此，暴力实施者虽然淘气且缺乏教养，但心地上还是很善良。澳大利亚历史上及过去的电影中曾有过奈德·凯利和米克·邓迪（Mick Dundee）这样一些虽然所做所为触犯法律，但却因其男性气概而得到正面反响的人物，但本片对这种阳刚之气持批评态度。两位学者还认为，对男性气概的关注使得女性受害人在片中的作用很小，并对这种倾向感到不安。在两人看来，影片更多是把男性描述成等级、男性气概和兄弟情谊的受害者。
导演史蒂芬·维德勒（Steven Vidler）表示，本片无意围绕强奸展开，而是要聚焦于“让这种事情得以发生的文化氛围”。他还觉得片中强奸案受害者的戏份和作用很小并没有什么问题，因为“重要的是要表现出这种事可能发生在任何人身上。我们不想透露有关受害人的太多细节，以求保持一定的悬念。”制片人大卫·艾尔菲克（David Elfick）表示，本片的关注点就是当今澳大利亚，孩子们的生活应有尽有，但毒品、酒精、性和欲望相互交织，却会产生致命的悲剧。

## 制作

### 源起
布赖恩·乔伊斯（Brian Joyce）是纽卡斯尔飞轮教育剧场总监，他主动找上剧作家尼克·恩莱特（Nick Enright），请后者以纽卡斯尔海滩区斯托克顿（Stockton）1989年发生的莉莉奸杀案为题材创作一部剧作。莉莉的家人反对把她被谋杀一案改编成文艺作品。1992年，全长45分钟的舞台剧《氏族物业》（A Property of the Clan）在飞轮剧场首演，并于1993年在澳大利亚国家戏剧研究院演出。该剧还在纽卡斯尔地区的多所高中上演，获得好评后再在全国各地高中演出，上演周期达18个月之久。
1994年，悉尼剧团委托恩莱特将原本的短剧扩充成长篇作品，剧作《魔岩风暴》由此诞生。剧中保留了《氏族物业》的4个角色，再另行新增9个人物，同短剧相比，长篇剧作对莉莉谋杀案的小说化更为彻底。剧中的叙事风格和关注重点也针对成人观众群做了更改，而不再是像之前的短剧那样专门用于教育环境。

### 改编成电影
剧作尚在修订时，恩莱特就开始同新晋导演史蒂芬·维德勒合作，准备将之改编成同名电影。到1995年12月时，维德勒已经开始在剧本编辑方面同恩莱特合作，只是没有正式挂名，不过，两人在为本片寻找投资上遇到困难。维德勒还称，他曾看过《魔岸风暴》的剧场演出并深受触动，然后就萌生出执导这样一部电影的想法。在他看来，剧中的情节同他当年在悉尼西部郊区的成长历程非常相似：“最重要的就是维护兄弟情谊，别的一切都不重要”，“这些男孩为了维系这种关系而甘愿做出的事情简直令人难以置信。”。莉莉的母亲罗宾（Robyn）一度奔走呼号，期望能令本片停拍，但她的努力没有成功，剧组之后获得新南威尔士州电影电视办事处的资金支持:154。
《魔岩风暴》的拍摄周期约为两周，剧组成员及演员一共约有90人。得知剧组需要临时演员后，纽卡斯尔地区的许多青少年积极响应。电影取景地点包括斯托克顿、马鲁巴海滩（Maroubra Beach）、油窟海滩（Caves Beach）和纽卡斯尔供电管理大楼。片中出现的斯托克顿地标包括斯托克顿轮渡:154和斯托克顿大桥。

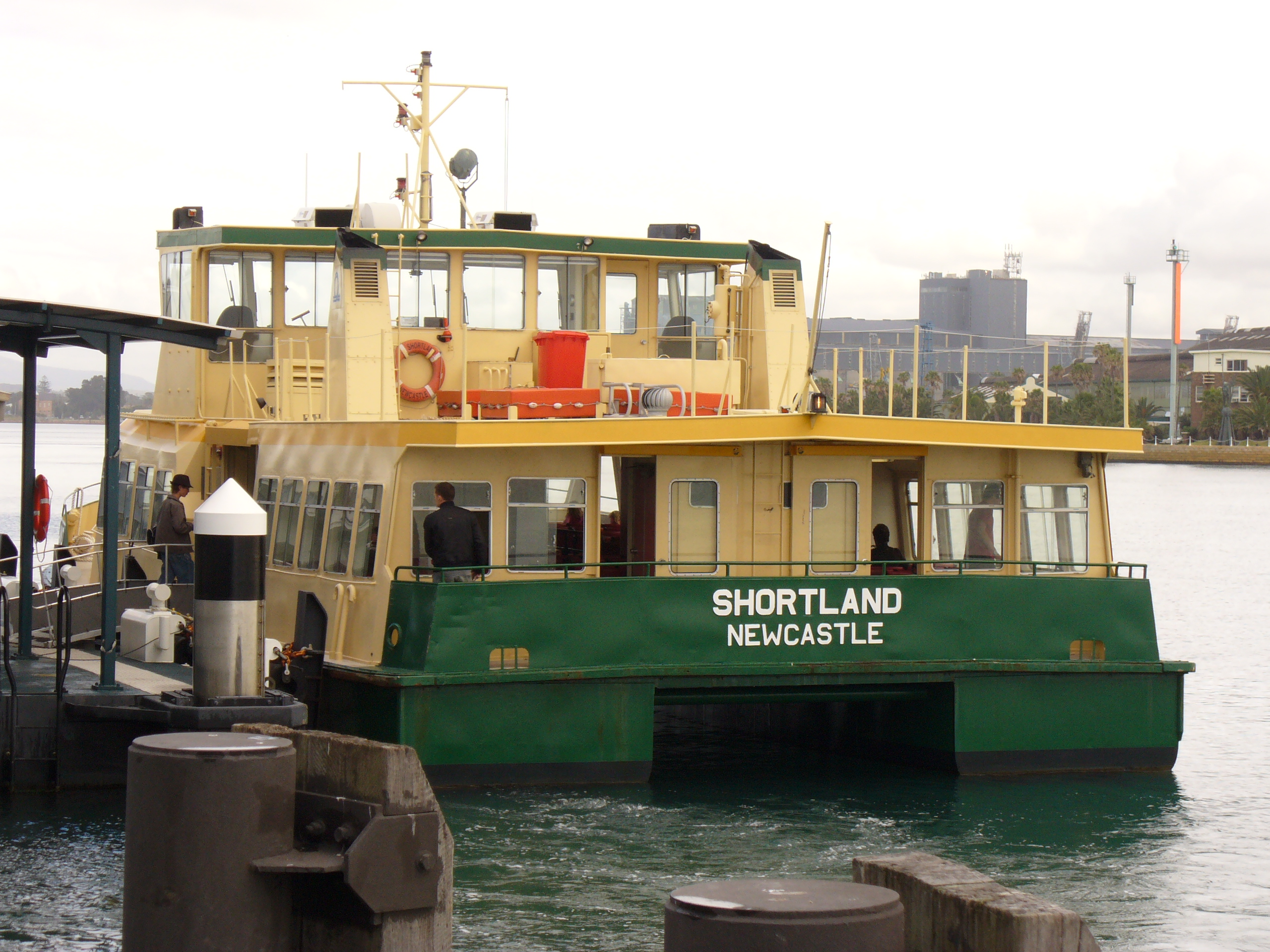
斯托克顿轮渡（图）是本片的取景地之一，影片还有在斯托克顿多地进行拍摄。

斯托克顿地区的许多居民反对本片在当地取景，因为他们对莉莉被谋杀一案依然记忆犹新，而且电影剧本中的细节与案情过分接近，令人不安。剧组于1996年8月下旬抵达斯托克顿，之前已经谈好的多个地点突然就拒绝合作，当地媒体也对他们充满敌意。前纽卡斯尔副市长、斯托克顿居民弗兰克·里格比（Frank Rigby）在拍摄期间就对电影持否定态度，称“我就是想要它（指电影）消失，别的所有人都是这么想”。布赖恩·乔伊斯也对影片在斯托克顿取景不以为然，觉得电影主创人员也不得不承认，在这里拍摄是很糟糕的选择。制片人声称，虽然他们选择在斯托克顿取景，但电影剧情并非专门围绕莉莉展开，这种解释令局势雪上加霜。1996年9月电影制作期间，艾尔菲克告知《纽卡斯尔先驱报》（The Newcastle Herald），他已经对人们谈论莉莉谋杀案“感到有点厌烦”。制片人承认，人们有这样的意见是可以理解的，但“不幸的是，这种事件在澳大利亚各地屡见不鲜，我们的着眼点不止是这起谋杀案，还包括其它许多谋杀案。”他还在接受《悉尼晨锋报》采访时称：“这部电影比发生在莉莉身上的事要大得多。”艾尔菲克期望人们在观看这部电影时可以将其视为积极了解导致莉莉死亡主客观因素的途径，希望借此让人们思考并采取行动，避免将来再有同类事件发生。莉莉的家人极力反对这部电影，称几位电影人是在靠他人的不幸渔利，而且对莉莉的死轻描淡写并加以利用，在此期间还从负面角度来描绘受害人。莉莉的一个阿姨还于当月致信《纽卡斯尔先驱报》，称“大卫·艾尔菲克看起来对免费宣传来者不拒，即便这种关注度是由14岁的处女被残酷殴打的悲剧换来也无所谓。他不都说了么：‘莉莉身上的事在澳大利亚各地屡见不鲜’”:155。恩莱特称，虽然莉莉谋杀案是剧情的灵感来源，但最终电影中讲述的实际上是小镇对一个自己人杀害另一个自己人后做出的反应。

### 演员
澳大利亚银幕在线网站的桑迪·乔治（Sandy George）认为，维德勒曾长年在镜头前表演，如今执掌镜头的他可以通过之前的经验指导片中的青年演员给出非常出色的演出。年仅17岁的劳伦斯·布鲁尔斯是第一个参加贾裡德一角试镜的演员，之后虽然还有数以百计的竞争者试镜，但布鲁尔斯仍然是剧组的第一人选。西蒙·林登曾在之前的原版舞台剧中扮演贾裡德，维德勒决定由他来诠释裡科，理由是林登无论相貌、个人魅力还是表现复杂人物的能力都很适合这个角色。丽贝卡·斯玛特之前在舞台剧中饰演的也是切丽，她是唯一在电影和舞台剧中出演同一人物的演员。经常有报道将《黑岩风暴》视为希斯·莱杰的处女作，但他实际上还出演过其他电影，只是没有列名:21。虽然莱杰在本片中出演的只是小角色，但这次演出让他在澳大利亚崭露头角，之后获得更多更重要的角色也成为可能:24–26。年仅15岁的博亚娜·诺瓦科维奇获选出演特雷西，这一定程度上是因为她是竞技体操运动员，剧组认为她在身体上足够强壮，精神上也够坚强，应该可以承担拍摄强奸戏段的压力。维德勒在这段镜头开拍前还有告知诺瓦科维奇的父母，两人起初虽然有些抗拒，但最终还是同意女儿拍摄这组镜头。据诺瓦科维奇表示，这次演出经历对她来说相当痛苦，从拍摄刚完成就开始忍不住地颤抖，但在经过短暂休息得以恢复正常后，诺瓦科维奇还是认为以这样的角色来展开演艺生涯一定程度上可谓幸运，因为她相信自己再也不会再对任何情绪性的场景感到害怕。参与这场演出的几个青年男演员还在拍摄次日来到她家门前，送给她一束花，还有件印有字样（意为“总有倒霉的时候”）的恤。维德勒表示，这场戏的演出非常真实有力，以致他首次独自观看这段镜头的样片时忍不住流出眼泪。

## 原声带
1997年4月28日，本片的原声带专辑经水星唱片在澳大利亚发行。维德勒表示，他花了大量时间筛选数百张光盘，“想要找到不但适合电影、而且能吸引观众的乐曲”，他还希望能在电影上映同期发行原声带专辑，“但这并不像说起来那么容易！”网站的乔纳森·刘易斯（Jonathan Lewis）给予专辑4星半的高度评价（最高5星），称赞其中收录的歌曲虽然来自多位不同特色的艺术家，但作为一个完整的专辑却有着惊人的凝聚力。
曲目名单
1. ——丽贝卡的帝国
2. ——沧海无情乐队
3. ——波旁野兽乐队
4. ——本·李
5. ——穴居人乐队
6. ——响尾蛇乐队
7. ——Shihad乐队
8. ——Local H乐队
9. ——云端乐队
10. ——响尾蛇乐队
11. ——小红莓乐队
12. ——漩涡乐队
13. ——特雷西·邦汉
14. ——Died Pretty乐队
15. ——史蒂夫·基尔比

## 发行
1997年1月24日，《魔岩风暴》在圣丹斯电影节首映，之后还于同年9月在波士顿电影节上放映。在澳大利亚以外国家放映的版本约有100分钟长，澳大利亚分级委员会经过审查将本片评为级，认为其中的强奸镜头“太过直接并且令人痛苦”，不适合分为15+级。维德勒随后剪掉了约10分钟的内容，以便取得15+评级，满足15至18岁目标观众群的观看标准。1997年5月1日，影片开始在澳大利亚院线上映，本土票房收入为113万6983美元。

### 反响
《综艺》杂志的约翰·布罗迪（John Brodie）对本片在圣丹斯首映充满期待，预料电影会像一年前《闪亮的风采》那样引起轰动。该杂志的另一位影评人大卫·鲁尼（David Rooney）在圣丹斯观看影片后称赞其中多位演员的表演，还称本片应该会得到同龄观众群的青睐，“只是其肥皂剧式的剧情结构和过于考究的台词会导致电影无法得到更广泛认同”。《首映》杂志对电影评价不佳，称观众们期待看到另一部像《闪亮的风采》那么出色的作品，但最终留下的只有失望。艾尔菲克承认，《魔岩风暴》在圣丹斯的首映反响不佳，他觉得这是现场的音响效果有问题，称问题解决后，电影的第二和第三场放映就要成功得多。《丹佛邮报》（The Denver Post）的黛安·卡门（Diane Carmen）给予本片好评，称电影节观众对其强烈的表现力感到目眩神迷，觉得《魔岩风暴》“几乎肯定能找到美国市场分销商”，但这一预言显然没能变成现实，影片没有在美国上映。《凤凰报》（The Phoenix）在波士顿电影节上看过本片后认为，电影的结局略有些过火，但仍然是可信而感人的青春片，而且也是扣人心弦的惊悚片。
马来西亚《新海峡时报》的··穆蒂（R.S. Murthi）对电影的评分为2星（最高5星），觉得电影迫使观众正视青少年生活的狂野一面，这种对青少年的行为完全不加约束的宽容态度有时会导致危险。中央昆士兰大学副教授唐娜·李·奥布赖恩（Donna Lee Brien）认为，澳大利亚以外地区的观众可能对莉莉的悲剧缺乏足够了解，所以难以对本片剧情产生共鸣，觉得其中不过又是些肤浅的陈词滥调。
澳大利亚小说家兼评论家罗伯特·德鲁（Robert Drewe）给予本片好评，称赞布鲁尔斯的演技和马丁·麦格拉思（Martin McGrath）的摄影，还很佩服维德勒的导演处女作就敢于选择如此具争议性的主题。德鲁指出，片中刻意把各个角色塑造成同莉莉谋杀案中完全不同的人物，有意识地想要让澳大利亚观众从记忆里抹去那段现实。不过，德鲁认为应该“强制要求澳大利亚所有青少年观看”这部电影。罗布·洛文（Rob Lowing）在《太阳先驱报》（The Sun-Herald）发文指出，本片主要关注中产阶级的生活，是澳大拉西亚电影的缩影，他对影片的评级为3星半（最高4星），称“要是你看过《无发无天》（Romper Stomper）、《金属蒙皮》（Metal Skin）、《白痴劫案》（Idiot Box）或《战士奇兵》（Once Were Warriors），这部坚韧而铿锵有力的社会剧也巧妙地属于同一类型”。
犯罪学家兼莉莉谋杀案知名研究员克里·卡林顿（Kerry Carrington）在著作《谁杀了莉莉？》（Who Killed Leigh Leigh?）中谈及《魔岩风暴》，称赞影片打消了性暴力只局限在一个社会阶级中的“神话”，而且表现出男孩会以父辈对待女性的方针为榜样，其性行为都受到这种榜样的影响，影片还表现出工作场合的性别隔离会延续到城镇的公共生活中，加剧性别歧视的观念和行为。但是，她也批评电影令观众产生无能的母亲也是片中根本问题组成部分的强烈印象，而且同莉莉被谋杀一案相比有太多出入，觉得电影对人们记忆中的莉莉缺乏尊重，特别是其“好莱坞式结局”。:155–156
唐娜·李·奥布赖恩表示，电影的主创人员努力同莉莉谋杀案保持距离，纽卡斯尔也一样试图同《魔岩风暴》保持距离。1999年，《悉尼晨锋报》发文探讨纽卡斯尔的电影制作，文中从梅尔·吉布森1977年的处女作《夏日城市》（Summer City）开始，到1999年的短片电影节止，几乎介绍了这一期间该市所有的相关电影作品，但唯独没有提及《魔岩风暴》。奥布赖恩认为，针对电影的部分谴责可能源自公众对法律制度的不满，电影的末尾为受害人实现了公正，但自始至终没有任何人因强奸莉莉而被定罪。奥布赖恩还指出，《魔岩风暴》遭受的批评足以证明，改编真实犯罪事件必须三思而行。

### 家用媒体
2002年10月29日，《魔岩风暴》的1区发布，其中包括原版电影。2003年11月19日，电影的4区发布，其中包含经过重新剪辑的电影，还包括4分钟花絮，演员和剧组成员的访谈，电影的原版预告片和电视广告，另有还有劳伦斯·布鲁尔斯、西蒙·林登和卡梅伦·纽金特前往雷诺克斯角（Lennox Head）的所谓“穿帮镜头”。安德鲁·厄邦（Andrew L. Urban）认为，这些花絮中包含有太多的电影片段，可谓“不堪重负”，但除此以外其内容还算有趣。厄邦还对其中采访尼克·恩莱特的7分钟内容有正面评价。

## 历史准确性
电影的宣传资料中没有提及莉莉谋杀案，也没有自承“取材真实事件”，还在字幕中表示剧情内容纯属虚构，“如有雷同，实属巧合”。但还是有许多评论将电影和谋杀案相对比。许多观众误以为《魔岩风暴》是对莉莉谋杀案的真实再现，之前的舞台也有同样情况。不少人将电影和真实案件混为一谈，例如“ 91.5”广播电台的米里亚姆·戴维斯（Miriam Davis）就称本片是“纽卡斯尔附近黑岩海滩的莉·华纳被谋杀”的真实故事。唐娜·李·奥布赖恩指出，针对电影和舞台剧的每一篇评论都至少有提及莉莉案，其中还有一些在案件和艺术作品间做了非常细致的对比。克里·卡林顿表示，电影在部分角度非常准确地反映出案件真实情况，但另外一些方面则相距甚远，所以无论是说两者非常相似还是截然不同似乎都说得过去:155。
贾裡德一角纯属虚构，但也有评论认为，他象征着每一个目睹莉莉在公共场合受到侵犯，但却没有采取任何行动的人。电影中的特雷西压根儿就没有问过家人自己是否能去参加聚会，因为她知道他们不会同意，而莉莉则是在告诉父母聚会现场会有成人监管后得到许可。特雷西参加聚会时穿着短裙、紧身上衣和高跟鞋，莉莉穿的则是普通的短裤、套头衫和沙靴。:157特雷西的尸体是在案发当晚由另一个女孩发现，莉莉的尸体则是次日由男孩发现。特雷西的母亲在案发次日就收拾了女儿的房间，而莉莉的房间之后保持原样达数月之久。电影中警方的工作一直持续到每个参与强奸和谋杀的人都被到惩罚为止:155–156，但始终没有任何人因强奸或谋杀莉莉被定罪，警方为此被指无能。杀害特雷西的凶手22岁，身体健壮，最后自杀身亡；杀害莉莉的凶手则只有18岁，体重120公斤，最终被关进监狱。
不过，电影中和真实案件中的凶手也有类似之处，两人都对机械感兴趣，都是在念高中时辍学，在他人眼里也没有什么感情上的深度，并且都有暴力倾向。电影中的聚会则被视为斯托克顿当年聚会“几乎完美的再现”，剧组租下一间冲浪俱乐部，前来参加聚会的青少年可以随舞台上高校乐队的演出尽情娱乐。聚会现场还向周边扩散，有些年轻人在打架，有些磕磕绊绊，有些还在呕吐，有些干脆人事不知。特雷西的葬礼也被视为莉莉葬礼的“直接重现”，特雷西的朋友们也像莉莉的朋友一样，把红玫瑰放在棺木上，还栽下一棵树来纪念她。莉莉和特雷西的母亲都是在养老院工作，两人的父亲也都要求对凶手处以死刑。两人的父母都受到批评，指责他们忽略了自己的孩子。
有评论认为，电影的多个细节无疑同莉莉的谋杀案紧密相关，在斯托克顿取景便是其中之一。电影的剧本中起初还有曾在莉莉葬礼上播放的歌曲《如果我能让时间倒转》（If I Could Turn Back Time），但最后上映的电影中没有包含这首歌。特雷西被杀后，许多电线杆上贴有“耻辱，黑岩的耻辱”字样的海报:157，莉莉被杀后，也有类似海报在斯托克顿出现，上面印有“耻辱，斯托克顿的耻辱：那些没心没肺的混蛋知情者都在这里”。

## 荣誉
《魔岩风暴》在1997年澳大利亚电影和电视艺术学院奖角逐中获5项提名，但均未得奖。不过影片在1997年澳大利亚编剧协会奖角逐中的两项提名均予胜出。
| 年份 | 活动                         | 奖项         | 提名人        | 结果 |
| ---- | ---------------------------- | ------------ | ------------- | ---- |
| 1997 | 澳大利亚电影和电视艺术学院奖 | 最佳摄影     | 马丁·麦格拉思 | 提名 |
| 1997 | 澳大利亚电影和电视艺术学院奖 | 最佳影片     | 大卫·艾尔菲克 | 提名 |
| 1997 | 澳大利亚电影和电视艺术学院奖 | 最佳男配角   | 西蒙·林登     | 提名 |
| 1997 | 澳大利亚电影和电视艺术学院奖 | 最佳女配角   | 丽贝卡·斯玛特 | 提名 |
| 1997 | 澳大利亚电影和电视艺术学院奖 | 最佳改编剧本 | 尼克·恩莱特   | 提名 |
| 1997 | 澳大利亚编剧协会奖           | 最佳改编电影 | 尼克·恩莱特   | 獲獎 |
| 1997 | 澳大利亚编剧协会奖           | 行会成员主奖 | 尼克·恩莱特   | 獲獎 |